# Мартинес, Гильермо
Гильермо Мартинес Лопес (исп. Guillermo Martínez López; род. 28 июня 1981, Камагуэй) — кубинский легкоатлет, специалист по метанию копья. Выступал за сборную Кубы по лёгкой атлетике в 2005—2015 годах, серебряный и бронзовый призёр чемпионатов мира, двукратный чемпион Панамериканских игр, двукратный чемпион Центральноамериканских и Карибских игр, победитель иберо-американского чемпионата, действующий рекордсмен Кубы, участник летних Олимпийских игр в Лондоне.

## Биография
Гильермо Мартинес родился 28 июня 1981 года в городе Камагуэй, Куба.
Первых серьёзных успехов в лёгкой атлетике добился в сезоне 2005 года, когда после победы на чемпионате Кубы в Гаване вошёл в основной состав кубинской сборной и выступил на нескольких крупных международных турнирах, в том числе на чемпионате мира в Хельсинки, где в зачёте метания копья закрыл десятку сильнейших.
В 2006 году среди прочего одержал победу на Центральноамериканских и Карибских играх в Картахене.
В 2007 году был лучшим на ALBA Games в Каракасе и на Панамериканских играх в Рио-де-Жанейро, занял девятое место на чемпионате мира в Осаке.
В 2009 году выиграл ALBA Games в Гаване, чемпионат Центральной Америки и Карибского бассейна в Гаване, стал серебряным призёром на чемпионате мира в Берлине, уступив в финале только норвежцу Андреасу Торкильдсену.
В 2010 году превзошёл всех соперников на иберо-американском чемпионате в Сан-Фернандо, взял бронзу на Мемориале братьев Знаменских в Жуковском.
В 2011 году был лучшим на чемпионате Центральной Америки и Карибского бассейна в Маягуэсе, стал бронзовым призёром на чемпионате мира в Тэгу, победил на Панамериканских играх в Гвадалахаре, установив при этом ныне действующий рекорд Кубы в метании копья — 87,20 метра.
Выполнив олимпийский квалификационный норматив, в 2012 году Мартинес удостоился права защищать честь страны на летних Олимпийских играх в Лондоне — на предварительном квалификационном этапе метнул копьё на 80,06 метра, чего оказалось недостаточно для выхода в финал.
В 2013 году метал копьё на чемпионате мира в Москве, в финал не вышел.
В 2014 году стал четвёртым на Панамериканском спортивном фестивале в Мехико, отметился победой на Центральноамериканских и Карибских играх в Веракрусе.
В 2015 году занял восьмое место на Панамериканских играх в Торонто, получил серебро на чемпионате Северной Америки, Центральной Америки и Карибского бассейна в Сан-Хосе.
Завершил спортивную карьеру по окончании сезона 2016 года.